# The Seventh One
The Seventh One es el séptimo álbum de la banda de rock estadounidense Toto. Lanzado el 1 de marzo de 1988 y fue el álbum con mejor recibimiento que tuvo la banda desde Toto IV. Además, fue el segundo y último trabajo que contó con Joseph Williams como cantante principal, ya que se retiró de la Banda luego de la gira mundial de presentación del álbum.
Según el tecladista/cantante David Paich, The Seventh One pretendía ser su álbum regreso (puesto que los dos trabajos anteriores habían sido un fracaso en comparación al éxito recibido por Toto IV). Si bien el primer sencillo "Pamela" tuvo gran apoyo inicial por parte de Columbia Records, después de la salida de Al Teller de la presidencia de la compañía, su promoción se estancó. 
Los sencillos "Pamela" y "Stop Loving you" alcanzaron gran popularidad. La canción que lleva por título el nombre del álbum no es parte del mismo, aunque puede encontrarse en la edición Toto Greatest Hits, el CD doble lanzado en 1996.

## Lista de canciones
| N.º   | Título                   | Escritor(es)                                   | Duración |  |
| 1.    | «Pamela»                 | David Paich, Joseph Williams                   | 5:12     |  |
| 2.    | «You Got Me»             | David Paich, Joseph Williams                   | 3:14     |  |
| 3.    | «Anna»                   | Steve Lukather, Randy Goodrum                  | 4:56     |  |
| 4.    | «Stop Loving You»        | Steve Lukather, David Paich                    | 4:31     |  |
| 5.    | «Mushanga»               | David Paich, Jeff Porcaro                      | 5:37     |  |
| 6.    | «Stay Away»              | David Paich, Steve Lukather                    | 5:33     |  |
| 7.    | «Straight For The Heart» | David Paich, Joseph Williams                   | 4:13     |  |
| 8.    | «Only the Children»      | David Paich, Steve Lukather, Joseph Williams   | 4:12     |  |
| 9.    | «A Thousand Years»       | Joseph Williams, Mark T. Williams, David Paich | 4:54     |  |
| 10.   | «These Chains»           | Steve Lukather, Randy Goodrum                  | 5:03     |  |
| 11.   | «Home of the Brave»      | D. Paich, S. Lukather, J. Webb, J. Williams    | 6:50     |  |
| 53:40 |                          |                                                |          |  |

| Bonus Track Japonés |                   |                                                            |          |  |
| N.º                 | Título            | Escritor(es)                                               | Duración |  |
| 12.                 | «The Seventh One» | S. Lukather, D. Paich, M. Porcaro, J. Williams, J. Porcaro | 6:20     |  |
| 60:00               |                   |                                                            |          |  |

## Personal
- Joseph Williams - Voz principal en pistas 1, 2, 4-9, 11 y 12
- Steve Lukather - Guitarra, coros y voz principal en pistas 3 y 10
- David Paich - Teclados, coros y co-voz principal en "Home of the Brave"
- Jeff Porcaro - Batería y percusión
- Mike Porcaro - Bajo.

Y como invitado:
- Steve Porcaro - Sintetizadores y programación electrónica

## Sencillos
- Stop Loving You / The Seventh One #96 UK
- Pamela / Stay Away #22 US
- Pamela / You Got Me / Stay Away
- Pamela / The Seventh One
- Mushanga / Straight for the Heart
- Anna / The Seventh One
- Straight For The Heart / The Seventh One